# Days of Purgatory
Days of Purgatory es un álbum de la banda estadounidense de thrash metal Iced Earth.  Es una colección de remixes de sus anteriores álbumes, Enter the Realm EP, Iced Earth, y Night of the Stormrider, cantadas por Matt Barlow. La versión doble posee remasterizaciones del Burnt Offerings. 
La canción "Written on the Walls" fue regrabada con nueva letra y llamada "Cast in Stone". 

## Canciones

### Edición simple
| N.º | Título                                                        | Letras         | Música                    | Original album          | Duración |  |
| 1.  | «Enter the Realm»                                             | (instrumental) | Jon Schaffer              | Enter the Realm         | 0:54     |  |
| 2.  | «Colors»                                                      | Schaffer       | Randall Shawver, Schaffer | Iced Earth              | 4:50     |  |
| 3.  | «Angels Holocaust»                                            | Schaffer       | Schaffer                  | Night of the Stormrider | 4:53     |  |
| 4.  | «Stormrider»                                                  | Schaffer       | Shawver, Schaffer         | Night of the Stormrider | 4:47     |  |
| 5.  | «Winter Nights»                                               | Schaffer       | Schaffer                  | (previously unreleased) | 3:55     |  |
| 6.  | «Nightmares»                                                  | Schaffer       | Schaffer                  | Enter the Realm         | 3:42     |  |
| 7.  | «Pure Evil»                                                   | Schaffer       | Shawver, Schaffer         | Night of the Stormrider | 6:33     |  |
| 8.  | «Solitude»                                                    | (instrumental) | Shawver, Schaffer         | Iced Earth              | 1:44     |  |
| 9.  | «When the Night Falls»                                        | Schaffer       | Schaffer                  | Iced Earth              | 9:01     |  |
| 10. | «Desert Rain»                                                 | Schaffer       | Schaffer, Dave Abell      | Night of the Stormrider | 6:56     |  |
| 11. | «The Funeral»                                                 | (instrumental) | Shawver, Schaffer         | Iced Earth              | 6:15     |  |
| 12. | «Cast in Stone» (Versión regrabada de "Written on the Walls") | Matt Barlow    | Shawver, Schaffer, Abell  | Iced Earth              | 5:59     |  |
| 13. | «Reaching the End»                                            | Schaffer       | Schaffer                  | Night of the Stormrider | 1:11     |  |
| 14. | «Travel in Stygian»                                           | Schaffer       | Schaffer                  | Night of the Stormrider | 9:32     |  |
| 15. | «Iced Earth»                                                  | Schaffer       | Schaffer                  | Iced Earth              | 5:22     |  |

### Edición doble

#### Disco Uno
| N.º | Título                 | Letras         | Música            | Original album          | Duración |  |
| 1.  | «Enter the Realm»      | (instrumental) | Schaffer          | Enter the Realm         | 0:54     |  |
| 2.  | «Colors»               | Schaffer       | Shawver, Schaffer | Iced Earth              | 4:50     |  |
| 3.  | «Angels Holocaust»     | Schaffer       | Schaffer          | Night of the Stormrider | 4:53     |  |
| 4.  | «Stormrider»           | Schaffer       | Shawver, Schaffer | Night of the Stormrider | 4:47     |  |
| 5.  | «Winter Nights»        | Schaffer       | Schaffer          | (previously unreleased) | 3:55     |  |
| 6.  | «Nightmares»           | Schaffer       | Schaffer          | Enter the Realm         | 3:42     |  |
| 7.  | «Before the Vision»    | Schaffer       | Shawver, Abell    | Night of the Stormrider | 1:35     |  |
| 8.  | «Pure Evil»            | Schaffer       | Shawver, Schaffer | Night of the Stormrider | 6:33     |  |
| 9.  | «Solitude»             | (instrumental) | Shawver, Schaffer | Iced Earth              | 1:44     |  |
| 10. | «The Funeral»          | (instrumental) | Shawver, Schaffer | Iced Earth              | 6:15     |  |
| 11. | «When the Night Falls» | Schaffer       | Schaffer          | Iced Earth              | 9:01     |  |

#### Disco Dos
| N.º | Título                                                        | Letras   | Música                   | Original album          | Duración |  |
| 1.  | «Burnt Offerings»                                             | Schaffer | Shawver, Schaffer        | Burnt Offerings         | 7:22     |  |
| 2.  | «Cast in Stone» (rewritten version of "Written on the Walls") | Barlow   | Shawver, Schaffer, Abell | Iced Earth              | 5:59     |  |
| 3.  | «Desert Rain»                                                 | Schaffer | Schaffer, Abell          | Night of the Stormrider | 6:56     |  |
| 4.  | «Brainwashed»                                                 | Schaffer | Shawver, Schaffer        | Burnt Offerings         | 5:22     |  |
| 5.  | «Life and Death»                                              | Schaffer | Shawver, Schaffer        | Iced Earth              | 6:07     |  |
| 6.  | «Creator Failure»                                             | Schaffer | Shawver, Schaffer, Abell | Burnt Offerings         | 6:02     |  |
| 7.  | «Reaching the End»                                            | Schaffer | Schaffer                 | Night of the Stormrider | 1:11     |  |
| 8.  | «Travel in Stygian»                                           | Schaffer | Schaffer                 | Night of the Stormrider | 9:32     |  |
| 9.  | «Dante's Inferno»                                             | Schaffer | Schaffer                 | Burnt Offerings         | 16:26    |  |
| 10. | «Iced Earth»                                                  | Schaffer | Schaffer                 | Iced Earth              | 5:22     |  |

## Personal
- Jon Schaffer - Guitarra rítmica, voces
- Randall Shawver - Guitar principal
- Matth Barlow - Voces principales
- Brent Smedley - Batería en 1,2,5,6,9,21
- James MacDonough - Bajo en 1,2,5,6,9,21
- Dave Abell -Bajo en 3,4,7,8,10-20
- Mike McGill - Batería en 10,11,13,16
- Richey Secchiari - Batería en 3,4,7,8,14,18,19
- Rodney Beasley -Batería en 12,15,17,20

- Datos: Q2268605